# 達郎沙當國家公園
達郎沙當國家公園是馬來西亞的國家公園，位於砂拉越的古晉省，成立於1999年，面積207平方公里，有綠蠵龜、玳瑁等野生動物棲息。这也是砂拉越的首座海洋保护区，是砂拉越用以作为加强海龟培育计划的根据地。该国家公园由4个主要岛屿组成，分别为大达郎达郎、小达郎达郎岛（靠近三马丹）及位于山都望附近的大沙当岛与小沙当岛。缤纷多彩的珊瑚礁环绕着国家公园里的4座小岛，也为海龟们适合的栖息地，也让大达郎达郎岛，小达郎达郎岛和大沙当岛这三大岛屿一齐共享砂拉越的“海龟岛”之美誉。